# منتخب تايبيه الصينية للكورفبال
منتخب تايبيه الصينية للكورفبال هو ممثل تايوان الرسمي في المنافسات الدولية في كرة السلة الهولندية
.